# ОШ „Сечењи Иштван” Суботица
ОШ „Сечењи Иштван” у Суботици је државна образовна установа. Школа носи име по Иштвану Сечењиу, мађарском грофу, политичару, политичком теоретичару и писцу.
Школа је име променила више пута. Прва школска зграда носила је назив „Школа у VI кварту”, 1926. године име је промењено у „Престолонаследник Петар”, а затим у ОШ „Светозар Милетић”, да би 1965. године, спајањем са Основном школом „Братство”, била регистрована под именом Основна школа „Иво Лола Рибар”. Данашње име носи од 2001. године.
У склопу школе се налази матична школа и три подручна одељења у у Шабачкој улици, у улици Едварда Кардеља и улици Вељка Влаховића, на Келебији. У централној-матичној школској згради настава се одвија од 1. до 8. разреда, док је у подручним школама настава организована за узраст од 1. до 4. разреда.
Образовно-васпитни рад се у свим објектима одвија двојезично, на српском и мађарском језику.
Школа је вежбаоница за студенте Учитељског факултета на мађарском наставном језику у Суботици већ двадесет година. Такође је чланица Партнерских школа за учење немачког језика (PASCH). Регистрована је у Центру за талентоване ученике у Мађарској (Tehetségpont).